# José Ramos Preto
Pour les articles homonymes, voir José Ramos.
José Ramos Preto (Louriçal do Campo, Castelo Branco 1871 - Louriçal Campo, 7 janvier 1949) est un juriste et homme d'État portugais au cours de la Première République portugaise. Parmi les autres postes, il est gouverneur civil, sénateur, ministre et Président du Ministère (Premier ministre). 

## Biographie
Il est le propriétaire principal de sa ville natale et l'homme politique le plus influent de la région de Castelo Branco, le quartier où il est gouverneur civil et directeur de son école secondaire. Il est également élu sénateur de la circonscription de Castelo Branco. Dans le contexte de la mort soudaine du Président du Ministère António Maria Baptista le 3 juin 1920, il est choisi pour être son remplaçant. Cependant, le 18 juin, son gouvernement est contraint à démissionner par le Parlement, après avoir été critiqué par l'augmentation des salaires des membres de son cabinet ministériel. Plusieurs personnalités sont ensuite successivement invités à constituer un gouvernement, mais toutes déclinent, faisant survivre le gouvernement de Ramos Preto jusqu'au 26 juin, quand il est finalement remplacé par un ministère présidé par António Maria da Silva.